# 卡爾·羅哲斯
卡爾·羅傑斯（英語：Carl Ransom Rogers，1902年1月8日—1987年2月4日），20世紀美國心理學家，人本主义心理学的創始者之一。首創非指導性治療，又稱案主中心治療，強調人具備自我調整以恢復心理健康的能力。

## 生平
1902年1月8日，羅杰斯出生於美國伊利諾州奥克帕克（芝加哥郊区）。父親是土木工程師而母親是家庭主婦；信仰基督教。羅杰斯是他们6个子女中的第4个。羅杰斯在嚴格的宗教性和倫理性的教育環境下成長，使他成為一個相當孤立、獨立而有紀律的人，從他的早期生活裡，可以看出兩項趨勢反映在他後來的成就裡。其一是重視倫理與道德觀念；其二是尊重科學方法。因宗教上的理由，他第一個選擇的職業是農業，后来转向历史学，又转而进入纽约协和神学院。1922年，后在20歲时，前往北京參加國際基督徒大会，因為這次旅行，使得他開始懷疑自己對宗教的奉獻；他也參加了一個名為「為什麼我成為牧師」的研討會，這幫助他弄清楚自己的職業選擇，在这之後，他決定要改变自己的人生方向。
他在芝加哥学习心理學課程，並在1931年得到了博士學位。他分別在俄亥俄州州立大學（1940年）、芝加哥大學（1945年）及威斯康辛大学麦迪逊分校（1957年）任教及實習。後因與威斯康辛大學心理學系發生一些衝突，羅杰斯對当时心理学的發展不抱有任何期望。直到他突然離世前，他一直在La Jolla做研究，同時間他繼續進行心理治療、演講、寫作等工作。1946-1947當選美國心理學會主席，1956年榮獲美國心理學會傑出科學貢獻獎。1957-1963年，他在美國威斯康辛大學麥迪遜分校教心理學，在此期間，他寫了他最知名的書籍之一，成為一個人（1961年）。卡爾·羅杰斯和亞伯拉罕·馬斯洛（1908至1970年）開創了一個人本主義心理學的運動，在20世紀60年代達到了頂峰。 1961年，他被選為美國藝術與科學學院的院士。卡爾·羅杰斯也是其中一個在20世紀50年代麥卡錫主義的崛起被人們質疑的人。他通過文章，批評社會的向後看的親和力。綜觀羅杰斯的事業，他不斷努力把客觀的科學方法應用到最基本的人性上。
羅杰斯對教育心理學也帶來了重要的影响与衝擊，他的觀點在教育心理學中被普遍讚譽為人本主義。他同時也开发出體驗性學習理論，這個理論與他所稱的認知性學習是相對的。
電腦科學家约瑟夫·维森鲍姆曾在1966年設計出一套聊天程式ELIZA，嘗試模擬一個人本主義的羅杰斯學派心理治療者的治療過程。它的工作方式是：讓使用者的輸入、應用簡單的轉換規則，這些規則是為了建構問題、以及能反映出使用者所陳述的內容。某些人對ELIZA在上述情況下的展示有很深的印象，特別是，相較於與其簡單的程式。
羅杰斯與其他一些學者同時也是Group Encounter（主要對象為年輕人、管理者等）及Marriage Encounter（ME）的奠基者。

## 人性觀

### 現象場
現象場是指世界是由人的各自主觀經驗所構成的。所以彼此所認知的世界都不一樣。因此從個人的現象場可以反映出內在的心理需求、目標和信念；現象場並不是對於現實的紀錄，而是個人因應內在需求的主觀建構。羅杰斯說過「我們並不是對一個全然客觀的世界做反應，而是對於對現實世界的知覺做反應。」

### 真誠的自我感受
因為人性向善的觀點，羅杰斯面對內心原始的本能反應，會是以開放的心胸來接受它。羅杰斯描述了一個病人的經驗：「我曾經不斷嘗試扮演一個角色，一個別人認為我應該扮演的角色，現在我想知道當初是否就應該大聲說出自己的主張。」如果行為與思想可以與內心真正的感覺並行不悖，就可以達成一致性。

### 自我
羅杰斯認為自我就是我們對自己的經驗感受。羅杰斯把自我分成兩個面相：實際我（actual self）、理想我（ideal self）。從實際我到理想我會是一個向上成長的歷程。
```
 實際我：我現在是一個什麼樣的人。
 理想我：我希望我變成什麼樣的人。
```

### 自我實現
Carl Rogers認為人性向善，人們是會趨向對自己有利的。即使每個人之間的潛能有差，但仍會自動自發且運用能力去改善自己的生活。假使讓一個人生活在良好的環境裡並任其自由發展，將會培養出一個健康且成熟的自我。Carl Rogers認為人的最基本的性格歷程是個體往成長方向不斷邁進的過程，而這個過程稱為「自我實現」。人藉由與環境之間的互動產生經驗，而我們會對這些經驗做出評價，若是能讓我們達成目標即為正評價，反之則負評價。而人們就會一直往被評價為好的經驗方向邁進，久而久之，人就可以達成目標。而這個也就是為什麼自我實現的傾向是個人能自我治療的有效力量。
一個達到自我實現的人，可以把他視為一個有自信的人，在面對各種經驗時，往往都可以做出正面評價的事且接受挑戰，進而成長。一旦有所成長，人也就更有自信，也久達到了一個正向的循環。

### 自我一致性
羅杰斯認為：人們會尋求自我一致性和自我與日常經驗的協調。「個體所採用的行為方式，大半和他的自我概念相一致。」例如：一個自認為拼字拼得不好的人，就會以符合這個自我概念的方式來表現行為。除了一致性，羅杰斯也強調協調（congruence）對性格的重要性，亦即，人們感受到的經驗及其對自身看法間的協調性
例如：你是一個認為對別人有同理心的好人，卻有感受到自己很冷酷且不具同情心的經驗，那麼便存在不協調（incongruence）。

### 不協調與防衛歷程
當出現不協調時，會試圖否認自己，而防衛歷程分為否認和曲解，否認為讓經驗不講明出來，以保持自我結構受威脅。曲解為將經驗扭曲得和自我相一致。例如：考高分，認為是老師瞎了眼，我只是幸運。

### 自我一致性與協調性之研究
於低自尊的人與高自尊的人中，低自尊的人容易比高自尊的人，做出欺騙行為，且傾向於維持較負面概念，有時甚至連讓自己心情好轉的事都不做，選擇維持壞心情。
因生命中有不同角色，其中角色分歧愈大，在面對分歧時，愈容易感到焦慮、憂鬱且自尊低。

### 正向關懷的需求
羅杰斯認為正向關懷的需求對性格有舉足輕重的地位，是他非常強調的概念，羅杰斯曾說：「他人的正向關懷是如此曲動人心，使一個人以能獲取他人正向關懷的方式來行動，而不再是實現個人的正向價值。」例如：因為某種行為能得到父母的愛，而去做此種行為。

### 無條件的愛與關懷
無條件的愛與關懷為在各種情況下，皆可以付出愛與關懷，相對則為價值制約。
例如：如果是價值制約，常常會聽到，如果你不乖乖把功課寫完，媽媽就不愛你了。
例如：很想要學習藝術，但因為若你能學習法商，就會表現出愛與關懷，因此放棄學習自己喜歡的藝術。
孩童是否在無條件的正向關懷中成長，對其成長與發展有很大的影響。孩子如何看待父母對他的評價，亦反映出自我接受程度。

### 自尊方面
以自尊測驗看來，父母看法、教養態度、生活型態等會影響孩子自尊，自尊高孩子較果決、獨立、並富創造力。父母態度又以以下三方面最為重要：
1. 對孩子接納、興趣、親情溫暖程度，高自尊關係較親近。
2. 關係放任和懲罰，高自尊孩子的父母執行懲罰時清楚，低自尊孩子的父母不會建立清楚標示，嚴厲且不尊重。
3. 民主或獨裁，高自尊孩子家裡有廣泛規定，在一定限度不會勉強孩子，承認孩子的意見與權力，低自尊鮮少訂立規則、劃出界線，專橫極權，沒有商量餘地。

## 學習觀
Carl Rogers 認為所謂學習分為兩種，意義學習與無意義學習。無意義學習是指不易學習且容易遺忘的學習，羅杰斯認為這類學習只涉及心智，是一種「在頸部以上」發生的學習，不涉及個人意義及感情。而相反的，意義學習不僅涉及事實累積的學習，而是一種與各部分經驗都融合在一起的學習。

### 經驗學習定義
1. 個人參與 （personal involvement）： 個人情感和認知兩方面都投入學習活動。
2. 自我發起的 （self initiated）：有時推力來自外部，但統整領會等皆是來自學習者內部。
3. 滲透性的 （pervasive）：學習需影響學習者的行為、態度、甚至個性。
4. 由學生自我評價的 （evaluated by the learner）：學習者必須清楚自己的學習目的和效能。例如為何要學、是否有達到自我設定的目標、是否瞭解了原本不清楚的部分等等。
5. 整體經驗 （essence is meaning）當以上學習發生時，意義要素被整合到學習者的個人整體經驗。

### 學習原則
由以上五個意義學習的定義，延伸出六個學習原則，此六原則皆是以學生為中心，且以自由為基礎。
1. 人天生就有學習潛能：教師必須認定每個學生都有學習的天賦。羅杰斯認為人類的天賦學習能力，從小即表現在對環境的探索、對世界事物的好奇。例如：兒童學習騎自行車時，忍受無數次跌傷痛苦卻仍奮力不懈。兒童對於學習上適度的困難，多能自行克服。
2. 教材需有意義且符合學生目的
3. 教育情境之重要性︰此處的威脅，是指個人在學習過程中因種種因素所承受到的精神壓力。例如：學生因成績不如人而感到威脅。學生常因威脅不能排除而感到自卑，因自卑而喪失自信自尊，終而自暴自棄。教師必須充分了解每個學生的情況，讓學生獲得成功的機會多於失敗。
4. 勿逼迫，讓學生自動自發學習：安排學生學習不能使用逼迫方式，只需提供學生學習活動範圍，讓學生自由選擇決定他們的方向，去探索發現結果。教師只是從旁協助，以減少阻力與挫折。只有自動自發的學習活動，才會使學生全心投入。
5. 改正→檢討→理出結論：自評學習結果可養成學生獨立思維與創造力，不只對答案，更要檢討然後整理出結論
6. 生活能力學習：除了知識教學外，更應培養學生自行求知的能力與興趣，不斷自我充實。此外，讓學校教學活動生活化，學生在自由學習活動中認識自我，了解個人與社會的關係，培養多方興趣以為將來選擇作準備。

## “ 全人” 教育理念
羅杰斯「全功能的人」的觀念，牽涉到以下諸種質素：
- 對體驗的開放
  - 對世界中，他人的感覺及體驗，能有精準的感知能力。
- 存在性的生命
  - 活在當下，而非活在過去、或活在未來。
- 有機的信任
  - 對他人的想法和感覺，信任其為真。並且，別把別人的感覺或想法視為理所當然。（其含義為，每個感覺或想法皆其來有自。想法或感覺信其為真，但應追索其思考及感受之脈絡）
- 體驗性的自由
  - 認知到個體的自由，並對個人的行動負責。
- 創造力
  - 對世界的完全參與，包括對他人生活的貢獻。

個人活化的發展，根據羅傑斯的第14條主張，會造成一些動態過程而非靜態狀態。他描述這個過程為「美好生活」，其中個體持續地朝向滿足潛能的目標前進。他也列出完整發揮功能的人的特色：
- 他有一個朝向經驗開放的傾向—脫離防衛心態而無需欺瞞（知覺的防衛往往會導致無意識的採用策略來預防不喜歡的刺激進入意識之中）
- 有一個持續增進的存在經驗—在每個當下全然地活著，不會扭曲每一刻去符合個人的信念，而去允許從經驗中開展自我與人格。這個結果造成興奮、勇敢、適應、寬容、即時、彈性與信任的基礎。“去開放心胸面對現在發生的，並在當場去重新發現過程的結構為何”。
- 增加有機體的信任—他們相信自己的判斷與能力去選擇適合當下的行為，並不依賴於現成的教條與規範。但相信由於他們對經驗開放，他們可以信任他們自己的判斷何謂對錯。
- 自由地選擇—不被規則困於自身，如那些不一致的人們。他們可以流暢地做更大範圍的決定，他們相信他們在決定之中扮演重要角色並對他們的行為負責。
- 創造力—隨之而來的是他們感覺更加自由的創造，他們將會以更有創造力的方式適應環境，而不感覺一定要服從。
- 信賴與建設—他們可被信賴有建設性的行為，對需求開放的個體將可以對需求保持平衡。一致性的個體甚至會去配對與平衡他內生的良善與侵略性的需求。
- 一個豐富的人生—他描述一個完整功能的人的人生是豐富，充滿與興奮的。他們以更加強大的方式經驗歡樂與痛苦，愛與心碎，恐懼與勇氣。羅傑斯描述一個美好生活：“一個美好生活，我深信，是不適合膽小鬼的。它牽涉了拉伸與成長去發揮一個人更多的潛能。它牽涉了「去成為」的勇氣。他代表了把一個人完全的投入了生命的洪流之中。